# George Baird
George Hetzel Baird (Grand Island, 5 de março de 1907 – Rhinebeck, 4 de setembro de 2004) foi um velocista e campeão olímpico norte-americano.
Participou da equipe de atletismo norte-americana aos Jogos de Amsterdã 1928, onde competiu nos  4x400 m, conquistando a medalha de ouro com um recorde mundial no revezamento – 3:14.2 – junto com Ray Barbuti, Fred Alderman e Emerson Spencer. Na semana seguinte ao encerramento dos Jogos,  participou da quebra de outro recorde mundial no revezamento 4x400 jardas em Londres contra a equipe da Grã-Bretanha.